# Fanny Schiller
Fanny Schiller Hernández (3 d'agost de 1901 - 26 de setembre de 1971) va ser una actriu mexicana de televisió, cinema i doblatge.

## Biografia
Va néixer el 3 d'agost de 1901 a Ciutat de Mèxic. En el 1919, comptant 18 anys d'edat va debutar en la revista i el gènere noi en les Companyies Líriques de María Conesa i el Mestre Penella com a ballarina i segona tiple. A la fi de 1920 va ingressar en la companyia dramàtica de Donya Virginia Fábregas, amb qui va treballar durant 15 anys. També va treballar en la companyia de les germanes Blanch i Eugenia Zuffoli.
Va debutar al cinema en la pel·lícula La liga de las canciones amb Domingo Soler el 1941. En els anys 50 va debutar en la televisió. També va incursionar en el doblatge on va començar doblegant a l'actriu Verna Felton.
Activista de la unió d'actors, va realitzar la seva millor labor social en la Guarderia Infantil de la A.N.D.A. Va pertànyer a una família d'actors. La seva mare era actriu. Es va casar amb l'actor Manuel Sánchez Navarro (1892-1969), fill de l'actriu Virginia Fábregas (1870-1950), van procrear un fill, l'actor Manolo Fábregas (1921-1996) qui li va donar cinc nets, Manolo, Virginia, Martha, Mónica i Rafael Sánchez-Navarro.
Va morir el 26 de setembre de 1971 a Mèxic, D.F. als 70 anys d'edat.

## Premis i nominacions
- 1947: Cantaclaro, nominada del Premi Ariel a la millor coactuació femenina[4]
- 1947: Las abandonadas, nominada al Premi Ariel a la millor coactuació femenina[4]
- 1948: A media luz, nominada al Premi Ariel a la millor coactuació femenina[4]
- 1951: La mujer que yo amé, guanyadora del Premi Ariel a la millor coactuació femenina[4]

## Filmografia
- Velo de novia (1971) Telenovel·la
- Rancho del miedo (1971)
- La sonrisa del diablo (1970) Telenovel·la .... Toña
- Las figuras de arena (1970)
- Crónica de un cobarde (1970)
- Estafa de amor (1970)
- Alguien nos quiere matar (1969) .... Abuela Rosalba 'La Aguerrida'
- No creo en los hombres (1969) Telenovel·la
- Una noche bajo la tormenta (1969)
- No juzgarás a tus padres (1969)
- No se mande, profe (1969)
- Rubí (1969)
- Águeda (1968) Telenovel·la
- La maestra inolvidable (1968) .... Teódola la grande
- Pasión gitana (1968) Telenovel·la
- María Isabel (1968)
- Sor ye-yé (1968)
- Engáñame (1967) Telenovel·la
- Arrullo de Dios (1967)
- Domingo salvaje (1967) .... Vecina de Eva y Jaime
- La muerte es puntual (1967)
- Cristina Guzmán (1966) Telenovel·la
- Alma de mi alma (1965) Telenovel·la
- El refugio (1965) Telenovel·la
- La vida de Pedro Infante (1966)
- El temerario (1965)
- Los cuervos están de luto (1965)
- Un hombre en la trampa (1965)
- Love Has Many Faces (1965/I) .... María
- Cumbres Borrascosas (1964) Telenovel·la
- He matado a un hombre (1964)
- Mi mujer y yo (1963) Telenovel·la
- Las modelos (1963/II) Telenovel·la
- México de mis recuerdos (1963)
- Jugándose la vida (1963) .... Graciela
- Nostradamus, el genio de las tinieblas (1962) .... Rebeca, la bruja
- La barranca sangrienta (1962)
- La venganza del resucitado (1962)
- Cielo rojo (1962)
- Pensión de mujeres (1960) Telenovel·la
- Chucho el Roto (1960)
- Por ti aprendí a querer (1960)
- Jet Over the Atlantic (1960) .... Pasajera
- La calavera negra (1959)
- Ellas también son rebeldes (1959) .... Carito
- Teresa (1959) Telenovel·la
- La mujer y la bestia (1959)
- El zarco (1959)
- Las señoritas Vivanco (1959)
- La vida de Agustín Lara (1959)
- Señoritas (1959)
- Kermesse (1958) .... Doña Cruz
- Más allá de la angustia (1958) Telenovel·la
- Cabaret trágico (1958)
- Tu hijo debe nacer (1958)
- El boxeador (1957)
- El zorro escarlata (1957) .... La bruja
- The Black Scorpion (1957) .... Florentina
- Pablo y Carolina (1957) .... Mrs. Cirol
- Locura pasional (1956) .... Doña Jacinta
- Juventud desenfrenada (1956) .... Doña Mercedes
- Historia de un abrigo de mink (1955) .... Sofía
- Mulata (1954).... Doña Rosario
- Camelia (1954)....Doncella de Camelia
- Salón México (1949) ...Señorita Perfecta.
- El casto Susano (1954) Doña Virtudes
- Doña Mariquita de mi corazón (1953) Doña Micaela
- La mujer desnuda (1953)
- Cuando los hijos pecan (1952).... Doña Elena
- La sin ventura (1948)
- Pervertida (1946)
- Historia de un gran amor (1942) .... Mesonera
- Alejandra (1942)
- Del rancho a la capital (1942)
- La liga de las canciones (1941)
- Una luz en mi camino (1939)